# نادي الروضتين
نادي الروضتين الرياضي هو فريق كرة قدم عراقي مقره في كربلاء، تم تأسيسه عام 2001، يلعب في الدوري العراقي الدرجة الثالثة.

## روابط خارجية
- نادي الروضتين على Goalzz.com
- أندية العراق - تواريخ التأسيس